# انقلاب 1954 في غواتيمالا
انقلاب غواتيمالا 1954 كان الانقلاب الغواتيمالي عام 1954 ، الذي أطلق عليه اسم العملية PBSUCCESS ، عملية سرية نفذتها وكالة المخابرات المركزية الأمريكية (CIA) التي أطاحت بالرئيس الغواتيمالي جاكوبو أربينز المنتخب ديمقراطياً وأنهت الثورة الغواتيمالية 1944-1954. لقد قامت بتثبيت الديكتاتورية العسكرية لكارلوس كاستيلو أرماس ، وهو الأول في سلسلة من الحكام الاستبداديين المدعومين من الولايات المتحدة في غواتيمالا.
بدأت الثورة الغواتيمالية في عام 1944 ، بعد أن أطاحت انتفاضة شعبية بالدكتاتورية العسكرية لخورخي أوبيكو. تم انتخاب خوان خوسيه أريفالو رئيسًا في أول انتخابات ديمقراطية في جواتيمالا. قدم الحد الأدنى للأجور والاقتراع شبه العالمي ، وحول غواتيمالا إلى ديمقراطية. خلف أريفالو أربينز عام 1951 ، الذي أجرى إصلاحات الأراضي التي منحت الملكية للفلاحين المعدمين. لم تعجب الحكومة الفيدرالية للولايات المتحدة الثورة الغواتيمالية ، والتي كانت مهيأة خلال الحرب الباردة لرؤيتها شيوعية. نما هذا التصور بعد أن تم انتخاب أربينز وإضفاء الشرعية الرسمية على حزب العمل الشيوعي الغواتيمالي. شاركت شركة الفاكهة المتحدة (UFC) ، التي تأثرت أعمالها المربحة للغاية بنهاية ممارسات العمل الاستغلالية في غواتيمالا ، في حملة ضغط مؤثرة لإقناع الولايات المتحدة بالإطاحة بالحكومة الغواتيمالية. أذن الرئيس الأمريكي هاري ترومان لعملية PBFORTUNE لإسقاط أربينز في عام 1952 ؛ على الرغم من إحباط العملية بسرعة ، إلا أنها كانت مقدمة ل PBSUCCESS.
تم انتخاب دوايت د.أيزنهاور رئيسًا للولايات المتحدة عام 1952 ، ووعد باتخاذ موقف أكثر صرامة ضد الشيوعية. كما أن الروابط التي كان موظفوها جون فوستر دالس وألين دالس يملكونها مع اتحاد القوى من أجل المستقبل قد جعلتهم يتصرفون ضد الحكومة الغواتيمالية. بالإضافة إلى ذلك ، توصلت الحكومة الفيدرالية الأمريكية إلى استنتاجات مبالغ فيها حول مدى التأثير الشيوعي بين مستشاري أربينز. أذن آيزنهاور لوكالة المخابرات المركزية بتنفيذ عملية PBSUCCESS في أغسطس 1953. قامت وكالة المخابرات المركزية بتسليح وتمويل وتدريب قوة من 480 رجلاً بقيادة كارلوس كاستيلو أرماس. وسبق الانقلاب جهود الولايات المتحدة لانتقاد وعزل غواتيمالا دوليًا. غزت قوة كاستيلو أرماس غواتيمالا في 18 يونيو 1954 ، مدعومة بحملة ثقيلة من الحرب النفسية. وشمل ذلك محطة إذاعية تبث دعاية معادية للحكومة ونسخة من الأحداث العسكرية المواتية للتمرد ، مدعية أنها أخبار حقيقية ، وكذلك القصف الجوي لمدينة غواتيمالا والحصار البحري. كانت قوة الغزو ضعيفة عسكريا ، وهُزمت معظم هجماتها. ومع ذلك ، فإن الحرب النفسية والخوف من غزو أمريكي أخافا الجيش الغواتيمالي ، الذي رفض القتال في نهاية المطاف. حاول أربينز لفترة وجيزة دون جدوى تسليح المدنيين لمقاومة الغزو ، قبل الاستقالة في 27 يونيو. أصبح كاستيلو أرماس رئيسًا بعد عشرة أيام ، بعد مفاوضات في سان سلفادور.
وُصف الانقلاب بأنه ضربة قاضية للديمقراطية في غواتيمالا ، وانتُقد على نطاق واسع على الصعيد الدولي ، وعزز المناهض للولايات المتحدة طويل الأمد. المشاعر في أمريكا اللاتينية. في محاولة لتبرير الانقلاب ، أطلقت وكالة المخابرات المركزية عملية PBHISTORY ، التي سعت للحصول على دليل على التأثير السوفييتي في غواتيمالا بين وثائق من عصر أربينز: كان الجهد فاشلاً. سرعان ما تولى كاستيلو أرماس سلطات ديكتاتورية ، وحظر أحزاب المعارضة ، وسجن وتعذيب المعارضين السياسيين ، وعكس الإصلاحات الاجتماعية للثورة. وتبع ذلك ما يقرب من أربعة عقود من الحرب الأهلية ، حيث قاتل مقاتلو اليسار سلسلة من الأنظمة الاستبدادية المدعومة من الولايات المتحدة والتي تشمل وحشيتها إبادة جماعية لشعوب المايا.

## الخلفية التاريخية

### مبدأ مونرو
حذر مبدأ السياسة الخارجية للرئيس الأمريكي جيمس مونرو عام 1823 القوى الأوروبية من استعمار المزيد من الأراضي في أمريكا اللاتينية، وكان هدفه المعلن الحفاظ على النظام والاستقرار في المنطقة والتأكد من استمرار وصول الولايات المتحدة إلى الموارد والأسواق.
يقول المؤرخ مارك جيلدرهس إن المبدأ حمل لغةً عنصريةً متعاليةً شبهت بلدان أمريكا اللاتينية بالأطفال المتشاجرين. في بادئ الأمر، لم تمتلك الولايات المتحدة القدرة على تطبيق المبدأ، لكن انسحاب الكثير من القوات الأوروبية من أمريكا اللاتينية على مدار القرن التاسع عشر سمح لها بتوسيع مجال نفوذها في المنطقة. في عام 1895، أعاد الرئيس جروفر كليفلاند صياغة المبدأ ليضفي عليه المزيد من التشدد، معلنًا أن الولايات المتحدة كانت «ذات سيادة فعلية» على هذه القارة.
بعد الحرب الأمريكية الإسبانية عام 1898، استُخدم هذا التأويل العدواني لبناء إمبراطورية اقتصادية أمريكية تهيمن على الجزر الكاريبية، كما حدث في معاهدة العلاقات الأمريكية الكوبية عام 1903 التي انحازت بقوة إلى جانب الولايات المتحدة.
آمن الرئيس ثيودور روزفلت أن على الولايات المتحدة أن تكون المستفيد الأساسي من إنتاج أمريكا الوسطى. فرضت الولايات المتحدة هيمنتها بالتدخلات العسكرية في نيكاراغوا (1912-1933) وهايتي (1915-1934)، لكنها لم تحتج إلى استخدام قوتها العسكرية في غواتيمالا، حيث سعى سلسلة من الطغاة إلى تيسير الشؤون الاقتصادية للولايات المتحدة مقابل دعمها لأنظمة حكمهم. كانت غواتيمالا من بين دول أمريكا الوسطى التي وصفت بجمهوريات الموز في تلك الحقبة. تخلت بريطانيا وألمانيا عن السيطرة على موارد غواتيمالا بين عامي 1890 و1920 لتنفرد بها الولايات المتحدة التي أصبحت الشريك التجاري المهيمن. ارتبط مبدأ مونرو بدولة غواتيمالا، واستخدم لاحقًا لتبرير الانقلاب عام 1954.

### الحكومات السلطوية وشركة الفواكه المتحدة
بعد الارتفاع الكبير في الطلب العالمي على القهوة في أواخر القرن التاسع عشر، منحت حكومة غواتيمالا امتيازات لملاك المزارع، وأقرت تشريعًا يقضي بنزع الأراضي المشاعة من الشعوب الأصلية والسماح لزارعي البن بشرائها.
كان مانويل إسترادا كابريرا -الذي شغل رئاسة غواتيمالا بين عامي 1898 و1920- أحد الحكام الذين منحوا امتيازات كبيرةً للشركات الأجنبية، ومنها شركة الفاكهة المتحدة (يو إف سي).
نشأت الشركة عام 1899 نتيجة اتحاد شركتين أمريكيتين كبيرتين. حظي الكيان الجديد بأراض واسعة في أنحاء أمريكا الوسطى، وهيمن على سكك الحديد والموانئ وأنظمة الاتصالات في غواتيمالا. بحلول عام 1900، أصبحت الشركة أكبر مصدر للموز في العالم، واحتكرت تجارته في غواتيمالا.
شبه الصحفي والكاتب ويليام بلوم شركة يو إف سي في غواتيمالا «بدولة ضمن دولة». تدخلت حكومة الولايات المتحدة بعمق في دولة غواتيمالا في عهد كابريرا أيضًا، إذ فرضت سياساتها المالية عدة مرات، وتأكدت من منح الشركات الأمريكية عدة حقوق حصرية. أرسلت الولايات المتحدة قوةً مسلحةً بعد خروج كابريرا من الحكم عام 1920 للتأكد من بقاء الرئيس الجديد ودودًا معها.
خوفًا من حصول ثورة شعبية بعد الاضطرابات التي سببها الكساد الكبير، دعم ملاك الأراضي الأثرياء في غواتيمالا خورخي أوبيكو الذي ربح الانتخابات دون منافسة عام 1931. أصبح نظام أوبيكو أحد أشد الأنظمة قمعًا في المنطقة، إذ ألغى نظام العمل لقاء الدين مستبدلًا به قانون التشرد، الذي أجبر كل الرجال المعدمين القادرين على العمل على العمل القسري 100 يوم سنويًا على الأقل. أذن أوبيكو لملاك الأراضي باتخاذ أي إجراء رغبوا فيه في حق عمالهم حتى لو بلغ ذلك عقوبة الإعدام.
كان أوبيكو معجبًا بقادة الفاشية الأوروبية مثل بينيتو موسوليني وأدولف هتلر، لكن أجبرته الأسباب الجيوسياسية على التحالف مع الولايات المتحدة، وتلقى دعمًا كبيرًا منها على امتداد فترة حكمه. قمع أوبيكو عدة تمردات للفلاحين معاقبًا معارضيه بالسجن وارتكاب المجازر ومتخذًا موقفًا صلبًا مناهضًا للشيوعية
بحلول عام 1930، بلغ رأس المال التشغيلي لشركة الفواكه المتحدة 215 مليون دولار، وأصبحت أكبر ملاك الأراضي والمشغلين في غواتيمالا على مدى سنوات عديدة. منح أوبيكو هذه الشركة اتفاقيةً جديدة تخدم مصالحها إلى مدًى بعيد، إذ وضع تحت يدها 200 هكتار (490,000 أكر) من الأراضي العامة، معفيةً من كافة الضرائب، مع ضمان عدم منح شركة أخرى أي اتفاقية منافسة.
طلب أوبيكو من يو إف سي تحديد راتب عمالها اليومي بمبلغ 50 سنتًا، وبذلك يصعب على العمال في الشركات الأخرى المطالبة برفع الأجور.

### الثورة الغواتيمالية ورئاسة أريفالو
سببت السياسات القمعية لحكومة أوبيكو انتفاضةً شعبيةً قادها طلبة الجامعات ومواطنو الطبقة المتوسطة عام 1944. هرب أوبيكو تاركًا السلطة لمجلس عسكري ثلاثي استمر بتطبيق سياساته حتى أطاحت به ثورة أكتوبر التي هدفت إلى تحويل غواتيمالا إلى بلد ديمقراطي ليبرالي.
نصبت الانتخابات الحرة التالية بروفيسور الفلسفة المحافظ خوان خوسيه أريفالو رئيسًا لغواتيمالا. صاغت إدارة أريفالو قانون عمل أكثر ليبرالية، وأنشأت مراكز صحية، وزادت تمويل التعليم. وضع أريفالو حدًا أدنى للأجور، وأنشأ مزارع تديرها الدولة وظف فيها العمال المعدمين. ضيق أريفالو الخناق على حزب العمال الغواتيمالي الشيوعي (Partido Guatemalteco del Trabajo بي جي تي)، وفي عام 1945 خالف جميع الاتحادات العمالية في المنشآت التي توظف أقل من 500 عامل.
بحلول عام 1947، نمت قوة الاتحادات العمالية المتبقية بما يكفي لتضغط على أريفالو لسن قانون عمل جديد يمنع التمييز في أماكن العمل ويضع معايير سلامة ورعاية صحية. رفض أريفالو دعم إصلاح الأراضي من أي نوع كان، وتراجع عن تطبيق تغيير جذري في علاقات العمل في الريف.
رغم مناهضة أريفالو للشيوعية، اشتبهت الولايات المتحدة بموقفه وتخوفت من وجوده تحت التأثير السوفييتي. نمت الحركة الشيوعية بقوة أكبر في عهده، وهذا يعود جزئيًا إلى تحريره قادتها المسجونين وقوة نقابة المعلمين التي هيمنت عليها.
ازدادت مخاوف الولايات المتحدة من أريفالو بعد دعمه الفيلق الكاريبي. ضم الفيلق مجموعةً من المنفيين والثائرين، منهم فيدل كاسترو الذي سعى إلى الإطاحة بالدكتاتوريات المدعومة من الولايات المتحدة في أمريكا.
واجهت الحكومة أيضًا معارضةً داخليةً، إذ نجا أريفالو من 25 محاولة انقلاب خلال فترة رئاسته، وأحد أبرز الأمثلة محاولة الانقلاب عام 1949 التي قادها فرنسيسكو خافيير أرانا. أُحبطت هذه المحاولة بعد تشابك مسلح بين داعمي أرانا وقوة يقودها جاكوبو أربينز وزير دفاع أريفالو. كان أرانا من بين القتلى، ولم تخرج تفاصيل محاولة الانقلاب إلى العلن. اتخذ سياسيو اليمين والمحافظون ضمن الجيش موقفًا داعمًا للمعارضة، وهؤلاء ازدادت قوتهم في عهد دكتاتورية أوبيكو، وانضم إليهم رجال الدين في الكنيسة الكاثوليكية.